# 그래스호퍼 3D
그래스호퍼 3D(Grasshopper 3D)는 Rhino의 3D 모델링에서 사용되는 비주얼 프로그래밍 언어 및 환경이자 그래픽 알고리즘 편집기이다. Rhino 6버전에서부터 따로 설치하지 않아도 Rhino 프로그램에 포함되었다.

## 설치
주소는 https://www.grasshopper3d.com/이다. 사이트 상단의 다운로드 페이지 ()에 들어가면 Grasshopper를 다운로드 받을 수 있는데, 설명에서 말했듯 Rhino 6버전에서부터는 Grasshopper가 Rhino에 통합되었기 때문에 따로 다운로드 링크가 존재하지 않고 Rhino 6다운로드 페이지로 넘어가게 된다.
우선 버전에 상관 없이 Rhino를 실행시킨 후, 명령어 'Grasshopper'을 입력한다. 그 후 별도의 Grasshopper 실행 창이 뜬다.
창의 크기나 위치조절이 자유로우므로 이용에 편리하게 조절하면 된다. 또한 Rhino에 종속된 창이 아니기 때문에 창이 겹치지 않도록 조절하는 것이 좋다.

## 이용
Rhino는 아무것도 선택하지 않은 상태에서 명령어를 입력하여 실행한다. Grasshopper는 모눈자 무늬가 있는 실행창에서 더블클릭으로 별도의 명령어 입력창을 실행시켜주어야 명령어를 입력하고 실행시킬 수 있다.
상단 육각형 버튼들을 선택하여 실행창에서 각 파라메터를 생성할 수 있다. 각각의 요소들은 좌우에 반원형 연결점들을 가진채로 생성되며 점을 클릭한 후 드래그하면 자동으로 화살표가 만들어져 다른 파라메터와 연결할 수 있다.

### 명령어
Rhino의 명령어와 유사한 명령어가 많지만 Rhino와 같이 원하는 객체 (점, 선, 면)을 원하는 위치에 바로 생성할 수 없다.
Rhino에서는 Line을 3D위치상에서 시작점과 끝점을 선택하여 생성할 수 있다. Grasshopper에서는 Line명령어를 실행 후, 시작점 파라메터를 생성하여 시작점의 x, y, z좌표축을 입력해 준 후 끝 점의 좌표도 입력해 주어야 한다. 그 후에 해당 좌표의 정보들을 Line 파라메터에 연결하면 선이 생성된다. 또는 명령어에서 객체선택을 실행해 이미 생성되어 있는 객체를 명령어에 연결해 줄 수 있다.

## 같이 보기
- 건축공학
- 시각적 프로그래밍 언어